# Uta Kolano
Uta Kolano (* 1966 in Erfurt) ist eine deutsche Film- und Sachbuch-Autorin sowie Regisseurin.

## Leben
Uta Kolano studierte Philosophie und Kulturwissenschaften an der Humboldt-Universität Berlin (Diplom). Anschließend war sie als Dramaturgin bei der DEFA, als freiberufliche Filmemacherin und danach als programmverantwortliche Redakteurin beim Ostdeutschen Rundfunk Brandenburg tätig.
Von 1995 bis 2010 arbeitete Kolano wieder als freiberufliche Autorin und/oder Regisseurin (u. a. für ZEITZEUGEN Film- und Fernsehproduktion) und realisierte mehr als 25 Dokumentationen und Reportagen für ARD, MDR, rbb, arte, WDR und hr. Von 2011 bis 2018 war sie wissenschaftliche Mitarbeiterin am Departement Medien- und Kommunikationswissenschaften der Martin-Luther-Universität Halle-Wittenberg. Seit 2019 ist sie Projektleiterin beim Nachhaltigkeitszentrum Thüringen.

## Veröffentlichungen (Auswahl)

### Als Buch-Autorin
- Kollektiv d'Amour – Liebe, Sex und Partnerschaft in der DDR. Berlin 2012, ISBN 978-3-89773-669-6. Mit Interviews u. a. mit Günter Rössler und Kirsten Schlegel, Kurt Starke, Jutta Resch-Treuwerth, Uwe Hassbecker, Hans-Joachim Maaz und mit dem persönlichen Resümee der Autorin Never forget
- Günter Rössler: Starke Frauen im Osten – Fotografien 1964 bis 2009. Mit Texten von Uta Kolano. Berlin 2012, ISBN 978-3-89773-703-7
- Günter Rössler – Mein Leben in vielen Akten. Aufgeschrieben von Uta Kolano. Berlin 2005, ISBN 3-360-01275-5
- Nackter Osten. Frankfurt (Oder) 1995, ISBN 3-930842-09-2